# 土井一成
土井 一成（どい かずなり、1955年10月1日 - ）は、日本の地方公務員（技術公務員）。横浜市共創推進事業本部長、横浜市水道局長を経て、神奈川県内広域水道企業団副企業長。

## 経歴
北海道出身。東京工業大学工学部建築学科卒業、同大学院総合理工学研究科修士課程修了。1980年 (昭和55年) 4月、横浜市役所入庁。1994年 (平成6年) 総務局市長室調査等担当課長。9年、企画局京浜臨海部整備担当課長。11年、同政策部広域行政課長。12年、都市計画局部次長（都市企画部企画調査課長）。14年、企画局プロジェクト推進室長。15年、都市経営局政策部政策調整担当部長。18年、瀬谷区福祉保健センター担当部長。20年、共創推進事業本部長。公民連携 (public–private partnership) の推進に尽力。
23年5月、水道局長 (水道事業管理者) に就任。26年、JICA主催の第 3 回アジア地域上水道事業幹部フォーラム開催に尽力。27年、国際水協会戦略的アセットマネジメント会議を組織委員会委員長として開催。2016年 (平成28年) 3月、山隈隆弘を後任として水道局長を退任。
同年7月から神奈川県内広域水道企業団副企業長。2020年 (令和2年) 7月、退任。
退任後、日本水道協会会長表彰功労賞受賞。まちづくり研究家となった。